# The Wife Takes a Flyer
The Wife Takes a Flyer è un film del 1942 diretto da Richard Wallace.

## Trama
Un giovane pilota statunitense si schianta sull'Olanda occupata dai nazisti. Viene aiutato da una famiglia del luogo e ben presto capisce che il capofamiglia è sull'orlo della follia e questo pone in pericolo la sua giovane moglie. Per questo convince un ufficiale del luogo che è necessario darle il divorzio e rinchiudere il marito. Una volta fatto questo la donna si ritira in un pensionato per donne sole e, convinta dal soldato, prova a raccogliere informazioni per gli Alleati, quando però l'ex-marito ritorna è necessario scappare, anche con un aereo rubato.

## Produzione
Il film fu prodotto dalla Columbia Pictures Corporation

## Distribuzione
Distribuito dalla Columbia Pictures, uscì nelle sale cinematografiche USA il 28 aprile 1942. Nel Regno Unito, uscì con il titolo A Yank in Dutch.